# Article 37 de la Constitution belge
L'article 37 de la Constitution belge fait partie du titre III Des pouvoirs. Il fait du Roi des Belges le chef du pouvoir exécutif fédéral.
Il date du 7 février 1831 et était à l'origine — sous l'ancienne numérotation — l'article 29.

## Le texte
« Au Roi appartient le pouvoir exécutif fédéral, tel qu'il est réglé par la Constitution. »